# Canadian Masters
Canadian Masters je bil poklicni snooker turnir. Potekal je enkrat letno, prvič so ga izvedli leta 1985, svojo zadnjo izvedbo pa je doživel leta 1988.
Skupaj so se torej odvili štirje turnirji, vsi so potekali v Torontu, Kanada, v času, ko je bil snooker v Kanadi na svojem višku. Turnir leta 1988 je štel tudi za svetovno jakostno lestvico. Tedaj je turnir dobil Jimmy White, ki je v finalu premagal Steva Davisa, in pobral nagrado 40.000 £. Če štejemo še nejakostne izvedbe turnirja, ima največ naslovov Dennis Taylor, ki je slavil dvakrat, v letih 1985 in 1987.

## Zmagovalci
| Leto                          | Zmagovalec                    | Nasprotnik v finalu           | Končni izid                   | Sezona                        |
| Canadian Masters (nejakostni) | Canadian Masters (nejakostni) | Canadian Masters (nejakostni) | Canadian Masters (nejakostni) | Canadian Masters (nejakostni) |
| ----------------------------- | ----------------------------- | ----------------------------- | ----------------------------- | ----------------------------- |
| 1985                          | Dennis Taylor                 | Steve Davis                   | 9 - 5                         | 1985/86                       |
| 1986                          | Steve Davis                   | Willie Thorne                 | 9 - 3                         | 1986/87                       |
| 1987                          | Dennis Taylor                 | Jimmy White                   | 9 - 7                         | 1987/88                       |
| Canadian Masters (jakostni)   |                               |                               |                               |                               |
| 1988                          | Jimmy White                   | Steve Davis                   | 9 - 4                         | 1988/89                       |